# Schloss Kleßheim
Schloss Kleßheim är ett slott i Österrike.   Det ligger i distriktet Salzburg-Umgebung och förbundslandet Salzburg, i den centrala delen av landet, 260 km väster om huvudstaden Wien. Schloss Kleßheim ligger 431 meter över havet.
Terrängen runt Schloss Kleßheim är kuperad åt sydost, men åt nordväst är den platt. Runt Schloss Kleßheim är det ganska tätbefolkat, med 116 invånare per kvadratkilometer.. Närmaste större samhälle är Salzburg, 4,4 km sydost om Schloss Kleßheim.
Runt Schloss Kleßheim är det i huvudsak tätbebyggt.